# وایت ریور تاونشیپ، شهرستان مدیسون، آرکانزاس
وایت ریور تاونشیپ (به انگلیسی: White River Township) یک منطقهٔ مسکونی در ایالات متحده آمریکا است که در آرکانزاس قرار دارد. وایت ریور تاونشیپ ۲۴۸ نفر جمعیت دارد.